# Тимирязевская (платформа)
Тимиря́зевская — остановочный пункт Савёловского направления МЖД в Москве в 3 км от Савёловского вокзала. Является остановочным пунктом линии МЦД-1 «Белорусско-Савёловский» Московских центральных диаметров.
Имеется прямое сообщение на Белорусское (Смоленское) направление. Самые дальние пункты беспересадочного сообщения: в северном направлении: Савёлово, Дубна, Жёлтиково, в южном направлении: Бородино, Звенигород, Усово. Время движения от Савёловского вокзала — 5 минут.
Является пересадочной на станцию метро «Тимирязевская». Имелась пересадка на станцию «Тимирязевская» Московского монорельса до 28 июня 2025 года.
Вблизи платформы находится Московская сельскохозяйственная академия имени К. А. Тимирязева, давшая название платформе.
С момента постройки до 2020 года состояла из двух боковых платформ, соединённых подземным переходом. На платформах установлены турникеты для прохода пассажиров. В 2020 году в ходе реконструкции демонтированы старые платформы, сооружены временные деревянные платформы, павильоны и надземный пешеходный переход. В 2019—2023 годах была проведена реконструкция станции по новому стандарту для остановочных пунктов МЦД, в результате чего 27 июля 2023 года был открыт «городской вокзал» общей площадью свыше 8 тыс. м² с двумя новыми высокими платформами, оснащёнными навесами на всю длину. Запроектировано сооружение третьего и четвёртого главных путей в период до 2027 года.

## История
Открыта в начале 1985 года на 6-километровом участке между Савёловским вокзалом и платформой Окружная. Платформа понадобилась в связи с резким ростом пассажиропотока после застройки Бутырского хутора.
В 40—50-е годы XX века функционировала платформа Тимирязево, которая была расположена на 1 км севернее, в районе современного дома 35 по Дмитровскому шоссе. Впервые платформа Тимирязево указана на схеме 1939 года, на картах она присутствует как минимум до 1959 года. Точная дата закрытия старой платформы Тимирязево неизвестна, но на схемах 1966—1968 годов платформа уже отсутствует.

## Реконструкция
В 2019—2023 годах была проведена реконструкция станции по новому стандарту для остановочных пунктов МЦД, в результате чего 27 июля 2023 года был открыт «городской вокзал» общей площадью свыше 8 тыс. м² с двумя новыми высокими платформами, оснащёнными навесами на всю длину. На станции появились информационные табло, лавочки для пассажиров, стойки SOS, динамическая система навигации. Подземный пассажирский вестибюль интегрирован со станцией метро «Тимирязевская» в едином тёплом контуре длиной 60 метров. Вестибюль имеет выходы к Дмитровскому шоссе, улицам Яблочкова и Фонвизина. В нём находятся турникеты, кассы, билетопечатающие автоматы, туалетные комнаты. Вестибюль используется не только для выхода к поездам, но и в качестве пешеходного перехода под железной дорогой, который обеспечивает связь между Тимирязевским (САО) и Бутырским (СВАО) районами. Подземный переход связывают с платформами восемь эскалаторов и пять лифтов.

## Наземный общественный транспорт
На этой станции можно пересесть на следующие маршруты городского пассажирского транспорта:
- Автобусы: м40, 23, 319, 447, 512, 519, с532, 539, с585, т78, н10

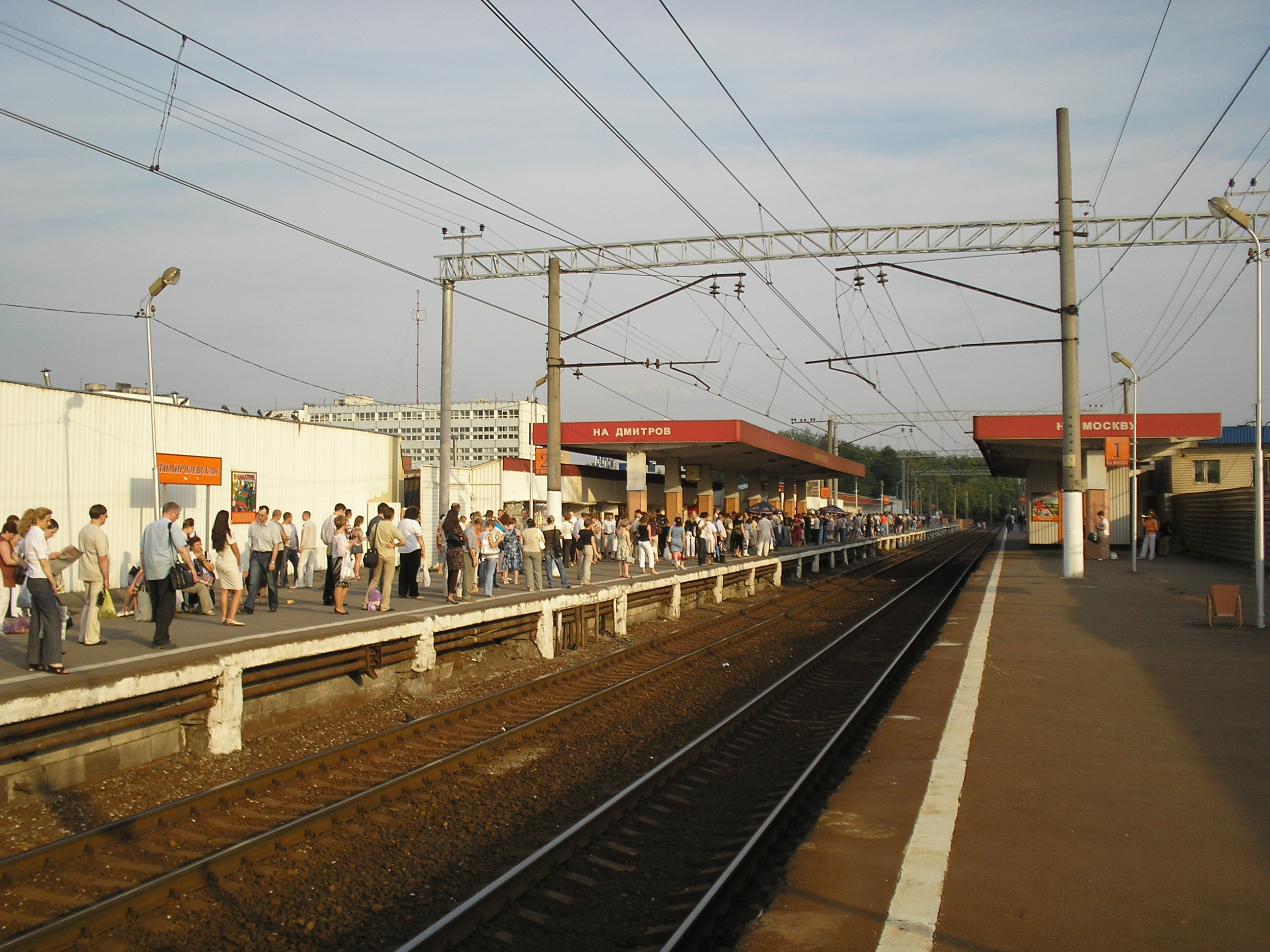
Старая платформа, разобранная в 2020 году
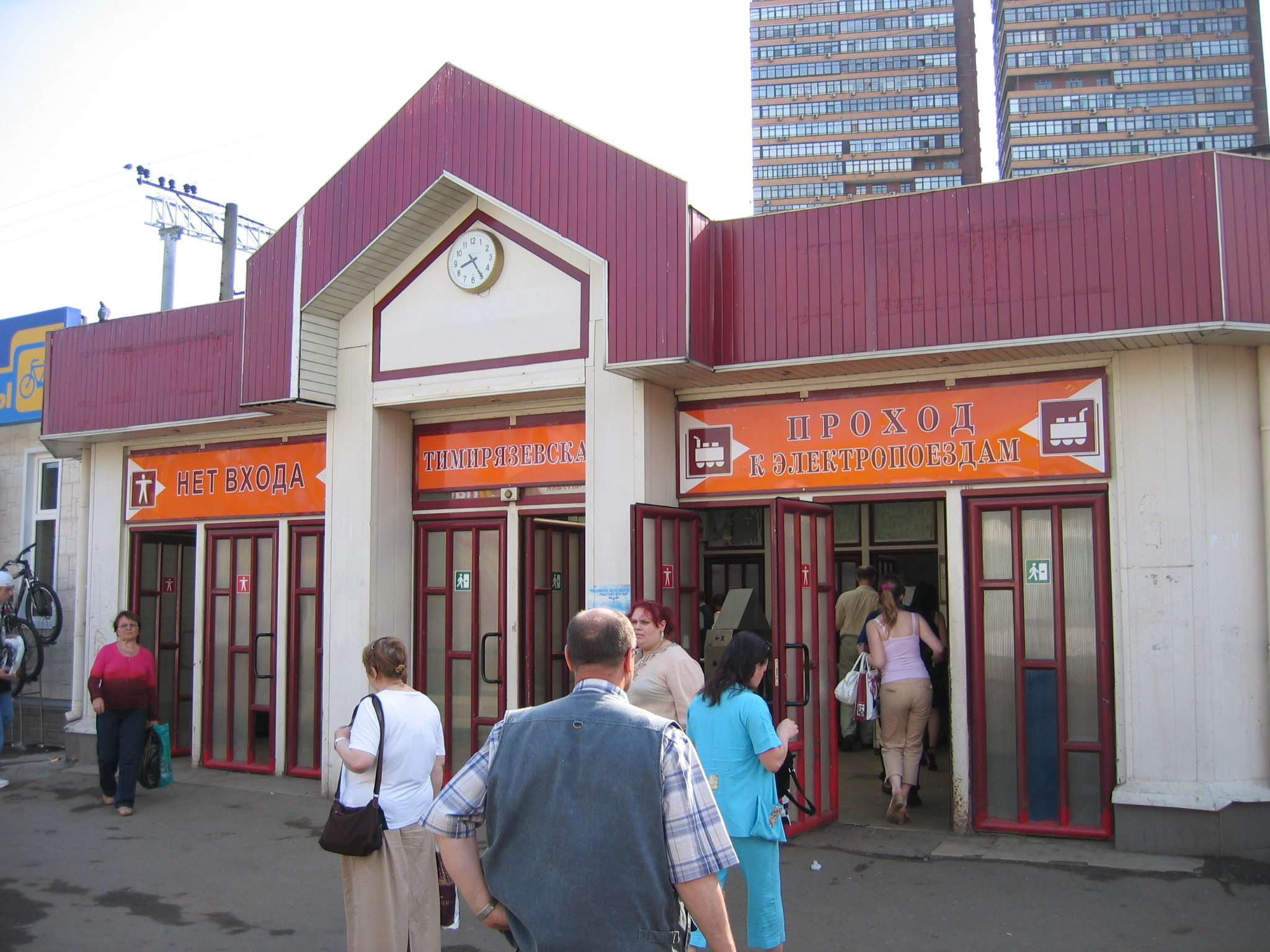
Турникетный павильон, разобран в ходе реконструкции 2019-2022 годов
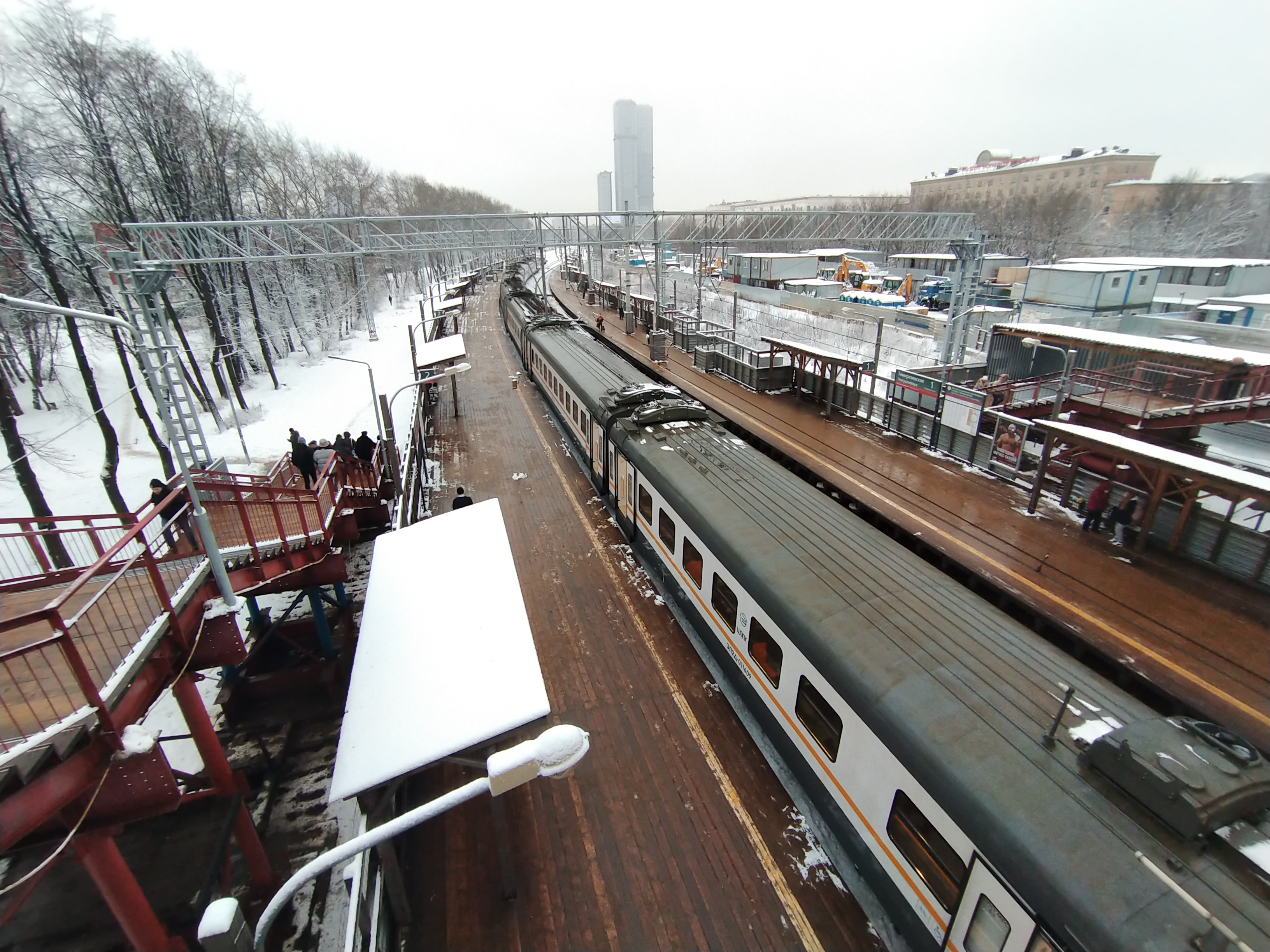
Временные платформы при реконструкции 2019-2022 годов